# Ievgueni Slavinski
Ievgueni Iossifovitch Slavinski (en russe : Евгений Иосифович Слави́нский), né le 24 janvier 1877 et mort le 23 septembre 1950 à Moscou (Union soviétique), est un directeur de la photographie, cadreur et réalisateur russe et soviétique. Il est l'un des fondateurs de l'école de cinéaste russe.

## Biographie
Ievgueni Slavinski obtient son diplôme de l'école paramédicale navale et sert sur les navires de la marine russe pendant cinq ans. À partir de 1901, il sert comme assistant médical dans l'unité médicale du brise-glace Yermak. Intéressé par la photographie et la cinématographie, il est responsable de la section photographie du navire, et lors d'un de ses voyages, il tourne son premier film, Ледокол «Ермак» во льдах (Le Brise-glace « Yermak » dans la glace).

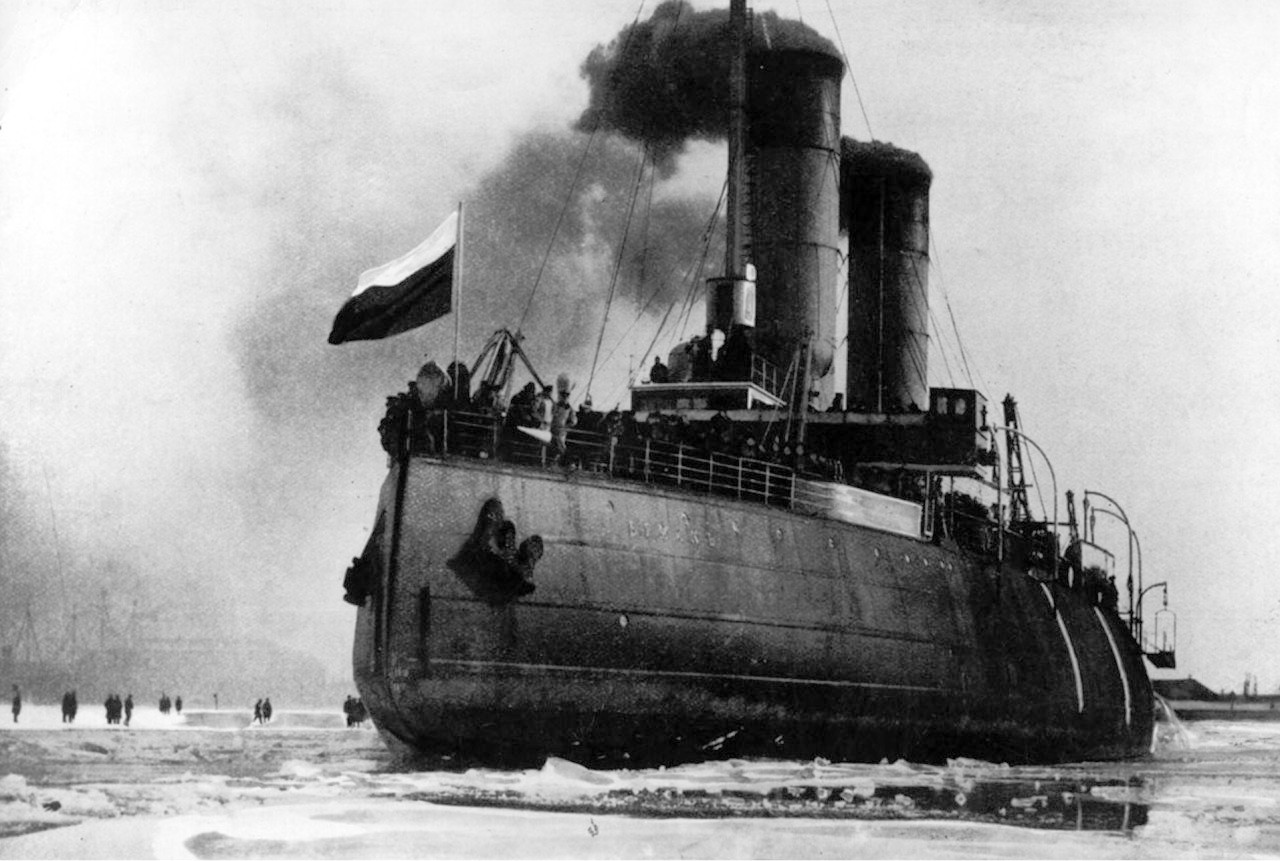
Le brise-glace Yermak.

Après la Seconde Guerre mondiale, il travaille comme caméraman à la société de production cinématographique Mosfilm et est conférencier à l'Institut national de la cinématographie. Parmi ses étudiants se trouvaient, entre autres Leonid Kosmatov.

À la fin de l'année 1908 il travaille comme correspondant pour la succursale moscovite de la compagnie cinématographique Pathé Brothers à Reval (actuellement dénommée Tallinn) et filme des actualités dans tout le Territoire du Nord-Ouest de l'Empire russe. À partir de 1912, il travaille à Moscou sur le tournage de films de vulgarisation scientifique. En 1914, il entre au studio de cinéma d'Iossif N. Ermoliev, où il tourne plus de soixante productions de fiction.
Lors du tournage de l'adaptation cinématographique de La Dame de pique d'Alexandre Pouchkine (La Dame de pique, 1916), il est l'un des premiers en Russie à utiliser de nouvelles techniques, notamment la caméra en mouvement, la prise de vue de nuit ou l'angle de vue « de dessus ».
En 1917-1918, il travaille au studio de cinéma de la société par actions "Neptune". En 1919-1920, il sert dans les sections médicales de l'Armée rouge, et après la démobilisation, il retourne à la profession de caméraman d'actualités. En 1923-1925, il travaille à Odessa comme opérateur à la société de production cinématographique de l'administration photo-cinématographique panukrainienne (Vse-Ukrains'ke Foto Kino Upravlinnia, VUFKU). En 1925, il est envoyé à Rostov-sur-le-Don au studio d'Yvkinokomsomol, et, après sa fermeture, il travaille à la société de production Sovkino à Moscou, combinant le travail sur les productions de fiction et le tournage de films d'actualités.
En mai 1927, lors du tournage du film Prisoners of the Sea (1928, [Prisonniers de la mer]), il réalise la première photographie sous-marine en URSS à partir d'une cloche de plongée.
Après la Grande Guerre patriotique, il travaille comme caméraman au studio de cinéma Mosfilm et prodigue un cours de techniques de tournage à l'Institut national de la cinématographie (VGIK) où il compte parmi ses élèves Leonid Kosmatov (ru).
Il est mort le 23 septembre 1950 à Moscou et est enterré au cimetière de la Présentation.
Sa fille est la réalisatrice Maria Evgenievna Slavinskaya (ru).

## Filmographie (sélection)

### Comme directeur de la photographie
- 1916 : La Dame de pique
- 1916 : Ugolok
- 1918 : La Demoiselle et le Voyou (aussi coréalisateur avec Vladimir Maïakovski)
- 1924 : Locksmith and Chancellor (Serrurier et Chancelier)
- 1926 : La Baie de la mort
- 1929 : Turksib (documentaire)
- 1948 : Vladimir Ilitch Lénine (documentaire)

## Distinctions
- Prix Staline du premier degré (1949) pour le film Vladimir Ilitch Lénine (1948)